# Les Jeux de Némésis
Les Jeux de Némésis (titre original : Nemesis Games) est un roman de science-fiction de l'écrivain américain James S. A. Corey, publié en 2015 puis traduit en français et publié en 2018. Il s'agit du cinquième roman de la série The Expanse. 

## Résumé
Si l'action se passe immédiatement après celle du roman Les Feux de Cibola, le prologue se déroule un an avant.  
Le Rossinante, le vaisseau de James Holden, de retour d'Illus, est immobilisé en réparation sur la Station Tycho. Son équipage profite de cette attente après ce long voyage aller-retour, qui a duré trois ans, pour régler leurs affaires passées. Alex Kamal, ancien pilote de la marine de la République Martienne, retourne sur Mars, sa planète natale pour retrouver son ex-femme. Amos Burton retourne aussi sur sa planète natale, la Terre, à la suite des obsèques de Lydia Maalouf-Allen, sa mère adoptive pendant son enfance dans les bas quartiers de Baltimore. Naomi Nagata, est rappelée par son passé sur Cérès, après une communication d'un certain Marco Inaros.
James Holden se retrouve ainsi sans son équipage, avec son vaisseau immobilisé, alors que vont se produire les plus terribles événements auxquels l'humanité a jamais été confrontée, des événements dont la cause ne serait pas forcément la protomolécule, mais plutôt la folie du fanatisme ou de l'ambition de quelques hommes. Car si les portails de la Zone Lente ont offert une formidable opportunité pour l'Humanité, certains ne voient en aucun cas d'un bon œil leur apparition et préféreront tout réduire en cendres plutôt que de laisser le changement leur faire perdre leur pouvoir.

## Personnages

### Principaux personnages
- Filip Inaros est un jeune ceinturien extrémiste, qui a mené l'action terroriste contre la base martienne sur Callisto.
- James Holden, le commandant du Rossinante, héros des événements de la station Éros, et de la lutte contre les armes biologiques lâchées par la compagnie Mao-Kwikowski.
- Naomi Nagata, executive officer (X.O.) du Rossinante, compagne de James Holden.
- Amos Burton, mécanicien du Rossinante
- Alex Kamal, pilote du Rossinante.

### Autres personnages
- Chrisjen Avasarala, sous-secrétaire des Nations-Unies.
- Fred Johnson, responsable de l'APE (Alliance des Planètes Extérieures), dirige la station Tycho et la station Medina.
- William Sakai, est le chef mécanicien de la station Tycho, il remplace Samantha Rosenberg, décédée lors des événements racontés dans le roman La Porte d'Abaddon.
- Roberta (Bobie) Drapper, ancien sergent de la Marine Martienne, héros des événements décrits dans le roman La Guerre de Caliban, est en disponibilité sur Mars, elle continue à travailler pour Chrisjen Avasarala.
- Clarissa Mao, purge une peine de prison, pour être décontaminée des drogues qui lui ont été administrées avant les événements décrits dans le roman La Guerre de Caliban.

## Autres entités
- La protomolécule reste inactive sur Venus, mais il en existe toujours un échantillon aux mains de Fred Johnson
- Les portails dans la « Zone Lente », autour de la Station Medina, donnent-ils des signes de défaillance ? Des vaisseaux disparaissent sans laisser de trace en les traversant.
- La civilisation qui a laissé des artefacts sur Illus est toujours un mystère.

## Éditions
- Nemesis Games, Orbit, 2 juin 2015, 532 p.  (ISBN 978-0-316-21758-3)
- Les Jeux de Némésis, Actes Sud, coll. « Exofictions », 6 juin 2018, trad. Yannis Urano, 608 p.  (ISBN 978-2-330-10417-7)
- Les Jeux de Némésis, Actes Sud, coll. « Babel » no 1665, 5 février 2020, trad. Yannis Urano, 672 p.  (ISBN 978-2-330-13076-3)
- Les Jeux de Némésis, Le Livre de poche, coll. « Imaginaire » no 36292, 10 novembre 2021, trad. Yannis Urano, 768 p.  (ISBN 978-2-253-26064-6)